# Hedyotis coronaria
Hedyotis coronaria là một loài thực vật có hoa trong họ Thiến thảo. Loài này được (Kurz) Craib mô tả khoa học đầu tiên năm 1932.